# Słowiański rodowód
Słowiański rodowód – reportaż archeologiczny Pawła Jasienicy wydany w 1961 w Warszawie przez Państwowy Instytut Wydawniczy w serii „Rodowody Cywilizacji”
Książka, po „Świcie słowiańskiego jutra” (1952) i „Archeologii na wyrywki” (1956) jest ostatnią częścią cyklu archeologicznego Jasienicy. Jest poświęcona badaniom archeologicznym prowadzonym na terenie Polski w latach 50. XX wieku m.in. w Gnieźnie, Poznaniu, Wrocławiu, Biskupinie, Opatowie, Tumie pod Łęczycą czy na Świętym Krzyżu (Łysej Górze). Prace badawcze były koordynowane przez Kierownictwo Badań nad Początkami Państwa Polskiego, powołane w 1949 r., kierowane przez Aleksandra Gieysztora. Instytucja powstała na mocy zarządzenia Ministra Kultury i Sztuki.
Paweł Jasienica, sam nie będąc archeologiem, z dużą dokładnością relacjonuje swoje podróże po stanowiskach archeologicznych. Przedstawiane reportaże są przeplatane historiami z codziennego życia pracowników wykopalisk. Obok zawarte są wyobrażane przez autora scenki z życia ludności prasłowiańskiej.
Autor uzupełnia tekst fragmentami dokumentów i relacji mówiących o życiu przodków, np. relacja Ibrahim ibn Jakuba, żydowskiego kupca. Zawiera także informacje, które pozwalają zmienić spojrzenie na niektóre aspekty historii Polski. Przykładem są podawane źródła dotyczące obecności chrześcijaństwa na ziemiach plemienia Wiślan prawie 100 lat przed przyjęciem go przez Mieszka I, rozwiniętej działalności przemysłu i rzemiosła na ziemiach polskich czy o odkryciach rzucających nowe światło na wierzenia Prasłowian. Książka jest uzupełniona zdjęciami wykopalisk i naczyń z tzw. „kultury łużyckiej”. Na końcu autor zawarł także rozdział dotyczący historii Słowian Południowych, żyjących na terenach dzisiejszej Bułgarii.
Cykl pism Jasienicy zostały wznowione w 2007 roku, po kilku latach przerwy związanych z procesem sądowym między córką Ewą Beynar-Czeczott a pasierbem autora.

## Spis treści
1. Przeszłość złożona warstwami
2. Czoło ziem polskich
3. Zatarte ślady księcia Wiślan
4. Wały nad Szprotawą
5. Mare Barbarum
6. W Wiślicy
7. Prawda legend
8. Starożytności bułgarskie